# Grupa 77

Państwa Grupy 77

Grupa 77 – luźna forma współpracy państw rozwijających się utworzona 15 czerwca 1964 r. Stanowi międzynarodowe forum dyskusji na temat sposobów i metod przebudowy międzynarodowych stosunków gospodarczych, w celu zwiększenia transferu środków finansowych z państw bogatej Północy na rzecz biedniejszego Południa.

## Geneza
Geneza Grupy 77 związana jest z procesem dekolonizacji. Większość skolonizowanych obszarów odzyskało niepodległość polityczną w latach 50. i 60. Nowe państwa miały jednak ogromne problemy gospodarcze wynikające z niedorozwoju. Poprawa sytuacji mogła nastąpić tylko dzięki pomocy finansowej z zewnątrz. W związku z tym państwa zaczęły domagać się pomocy materialnej (w ramach zadośćuczynienia za kolonializm) od organizacji międzynarodowych i metropolii kolonialnych.
Postulaty takie zaczęły zgłaszać na forum ruchu państw niezaangażowanych. W rezultacie w 1964 r. w Genewie odbyła się I Konferencja Narodów Zjednoczonych do spraw Handlu i Rozwoju (UNCTAD). Jej celem było przekształcenie międzynarodowych stosunków gospodarczych w interesie państw rozwijających się. Podczas obrad 77 państw postanowiło stworzyć grupę nacisku, która pomoże w wymuszeniu ustępstw ze strony bogatych państw (stąd nazwa, której nie zmieniono mimo późniejszego wzrostu liczby krajów ją tworzących).

## Działalność
Największą aktywność grupa odnotowała w latach 70. W 1968 r. i 1972 r. zebrały się dwie kolejne konferencje UNCTAD, podczas których państwa Grupy 77 sformułowały swoje postulaty gospodarcze. Natomiast w 1973 r. podczas spotkania państw niezaangażowanych w Algierze przyjęły wspólne stanowisko zawarte w Karcie Algierskiej. W dokumencie zwrócono uwagę na pogłębiającą przepaść między państwami rozwiniętymi a rozwijającymi się i poddano krytyce bogate państwa zachodnie.
W 1974 r. z inicjatywy Grupy 77 zwołano VI Specjalną Sesję Zgromadzenia Ogólnego NZ poświęconą opracowaniu i przyjęciu zasad Nowego Międzynarodowego Ładu Ekonomicznego. Zawarte w niej postulaty oznaczały przyznanie jednostronnych korzyści państwom rozwijającym się. Nie udało się ich zrealizować, ponieważ nie zgodziły się na to państwa zachodnie, twierdząc, że są one sprzeczne z zasadami gospodarki rynkowej.
W latach 90. znaczenie Grupy 77 zmniejszyło się. Państwa ją tworzące osiągnęły różny poziom rozwoju gospodarczego, w związku z tym trudno było utrzymać jedność postulatów. Okazało się również, że bardziej skutecznym rozwiązaniem w walce o ich interesy są regionalne ugrupowania integracyjne.

## Członkowie
1. Afganistan
2. Algieria
3. Angola
4. Antigua i Barbuda
5. Arabia Saudyjska
6. Argentyna
7. Bahamy
8. Bahrajn
9. Bangladesz
10. Barbados
11. Belize
12. Benin
13. Bhutan
14. Birma
15. Boliwia
16. Bośnia i Hercegowina
17. Botswana
18. Brazylia
19. Brunei
20. Burkina Faso
21. Burundi
22. Chile
23. Chiny
24. Czad
25. Dominika
26. Dominikana
27. Dżibuti
28. Egipt
29. Ekwador
30. Erytrea
31. Etiopia
32. Fidżi
33. Filipiny
34. Gabon
35. Gambia
36. Ghana
37. Grenada
38. Gujana
39. Gwatemala
40. Gwinea
41. Gwinea Bissau
42. Gwinea Równikowa
43. Haiti
44. Honduras
45. Indie
46. Indonezja
47. Irak
48. Iran
49. Jamajka
50. Jemen
51. Jordania
52. Kambodża
53. Kamerun
54. Katar
55. Kenia
56. Kolumbia
57. Komory
58. Kongo
59. Demokratyczna Republika Konga
60. Korea Północna
61. Kostaryka
62. Kuba
63. Kuwejt
64. Laos
65. Lesotho
66. Liban
67. Liberia
68. Libia
69. Madagaskar
70. Malawi
71. Malediwy
72. Malezja
73. Mali
74. Maroko
75. Mauretania
76. Mauritius
77. Mikronezja
78. Mongolia
79. Mozambik
80. Namibia
81. Nepal
82. Niger
83. Nigeria
84. Nikaragua
85. Oman
86. Pakistan
87. Palestyna
88. Panama
89. Papua-Nowa Gwinea
90. Paragwaj
91. Peru
92. Południowa Afryka
93. Republika Środkowoafrykańska
94. Republika Zielonego Przylądka
95. Rwanda
96. Saint Kitts i Nevis
97. Saint Lucia
98. Saint Vincent i Grenadyny
99. Salwador
100. Samoa
101. Senegal
102. Seszele
103. Sierra Leone
104. Singapur
105. Somalia
106. Sri Lanka
107. Suazi
108. Sudan
109. Surinam
110. Syria
111. Tajlandia
112. Tanzania
113. Timor Wschodni
114. Togo
115. Tonga
116. Trynidad i Tobago
117. Tunezja
118. Turkmenistan
119. Uganda
120. Urugwaj
121. Vanuatu
122. Wenezuela
123. Wietnam
124. Wybrzeże Kości Słoniowej
125. Wyspy Marshalla
126. Wyspy Salomona
127. Wyspy Świętego Tomasza i Książęca
128. Zambia
129. Zimbabwe
130. Zjednoczone Emiraty Arabskie

W związku z akcesją do UE w maju 2004 z G77 wycofały się Cypr i Malta, natomiast w styczniu 2007 Rumunia. W czerwcu 2006 z powodów finansowych z prac G77 wycofało się Palau. W związku z akcesją do OECD z G77 wycofały się także Meksyk (maj 1994) i Korea Południowa (grudzień 1996).